# Тайна инков
Тайна инков (англ. Secret of Incas) — приключенческий фильм 1954 года американского режиссёра Джерри Хоппера с Чарлтоном Хестоном в главной роли, герой которого находится в поисках священной реликвии народа инков.

## Сюжет
Американский путешественник Гарри Стил (Чарлтон Хестон) зарабатывает на жизнь туристическим гидом в городе Куско, Перу. В планы Стила входит цель найти и украсть древнюю реликвию инков, представляющую собой большой золотой диск с множеством дорогих украшений. У Гарри также имеется часть каменной карты, которая помогла бы ему найти драгоценную реликвию, но не имеет пока возможности отправиться в Мачу-Пикчу, где золотой диск находится. Однако не один он знает о золотом диске. Соперник Гарри, Эд Морган, также жаждет получить золотой диск и хочет убрать Стила со своего пути. Один раз нанятый Морганом стрелок чуть не убивает Гарри.
В один день Стил встречает Елену Антонеску, сбежавшую с Родины румынку. Узнав историю девушки, Гарри звонит в Румынию, откуда вскоре прилетает Антон Марко, румынский государственный деятель. В ресторане Перу Стил оглушает Марко, у которого Елена забирает ключи. Оба приходят на аэродром, откуда крадут самолёт Антона и улетают в Мачу-Пикчу.
В Мачу-Пикчу Гарри и Елена обнаруживают экспедицию доктора Мурхеда, который также ищет золотой диск. В это же время в Мачу-Пикчу приходит Морган. Спустя некоторое время экспедиция находит то, что напомнило золотой диск. К разочарованию всех вокруг, это было не то, что искала экспедиция Мурхеда.
В ночь того же дня Гарри, когда все спали, заходит в храм, где обнаруживает подлинный золотой диск. В это время Стила и его находку видит Эд Морган, который под дулом пистолета требует передать ему драгоценность. Свидетелем этого становится и Пачакутек, один из представителей инков. Эд стреляет в инка, а затем оглушает Гарри, после чего бежит из храма. Однако Пачакутек, очнувшись, выбегает и предупреждает своих соплеменников о произошедшем. Индейцы и экспедиция Мурхеда начинают поиски беглеца.
В конце концов, Стил и Морган встречаются на возвышенности возле Мачу-Пикчу. В ходе спора Морган, не выдерживая давления воздуха, падает вниз и разбивается. Гарри решает взять золотой диск и вернуться, но тут же отказывается от своей идеи и возвращает диск инкам. В финале инки радуются обнаружению ценной реликвии своего народа, экспедиция Мурхеда возвращается домой, а Гарри дарит Елене золотой самородок со словами, намекающими на их грядущую свадьбу.

## В ролях
- Чарлтон Хестон в роли Гарри Стила.
- Роберт Янг в роли Стэнли Мурхеда.
- Николь Море в роли Елены Антонеску.
- Томас Митчелл в роли Эда Моргана.
- Има Сумак в роли Кори-Тики.